# Decazyx macrophyllus
Espèce
Statut de conservation UICN

 EN C2a : En danger
Decazyx macrophyllus est une espèce de plantes de la famille des Rutaceae.

## Publication originale
- Contributions from the United States National Herbarium 24(1): 9, pl. 3, f. 1–2. 1922.